# Иллойнен
Иллойнен (фин. Illoinen, швед. Illois) — один из районов города Турку, входящий в территориальный округ Хирвенсало-Какскерта.

## Географическое положение
Район расположен в западной прибрежной части острова Хирвенсало, выходя к Архипелаговому морю.

## Население
Район относится к малозаселённым. В 2004 году численность населения составляла 85 человек, из которых дети моложе 15 лет — 21,18 %, а старше 65 лет — 15,29 %. Финским языком в качестве родного владели 100 % населения района.